# Keitani Graham
Keitani Graham (nacido el 1 de febrero de 1980 en Kealakekua, Hawái — 6 de diciembre de 2012) fue un luchador estilo grecorromana micronesio. Graham compitió en la categoría de los 84 kg de la Greco-Roman 84 kg lucha grecorromana, participó en los Juegos Olímpicos de Londres 2012 y fue eliminado en los clasificaciones por Chas Betts.
Graham nació en Kealakekua, Hawái y asistió a la Punahou School en Honolulu y al College of the Holy Cross en Worcester, Massachusetts. Graham falleció en Chuuk a los 32 años luego de sufrir un ataque al corazón. He died in Chuuk at the age of 32 after suffering a heart attack.

## Logros
Graham también compitió en Pruebas combinadas en atletismo.
| Año                   | Ganador              | Evento           | P° | Evento          | Notas       |
| --------------------- | -------------------- | ---------------- | -- | --------------- | ----------- |
| Representando a Chuuk |                      |                  |    |                 |             |
| 2002                  | Juegos de Micronesia | Kolonia, Pohnpei | 1° | Pentatlón       | 2702 pts    |
| 2002                  | Juegos de Micronesia | Kolonia, Pohnpei | 1° | 4 x 400 m relay | 3:25.49 min |